# Celleporella tuberculata
Celleporella tuberculata is een mosdiertjessoort uit de familie van de Hippothoidae. De wetenschappelijke naam van de soort is voor het eerst geldig gepubliceerd in 1880 door Hincks.